# Wijkia pallida
Wijkia pallida là một loài Rêu trong họ Sematophyllaceae. Loài này được (Renauld & Cardot) Y. Jia & S. He miêu tả khoa học đầu tiên.